# Scottish League Challenge Cup 1991/92
Der Scottish League Challenge Cup wurde 1991/92 zum 2. Mal ausgespielt. Der Pokalwettbewerb der offiziell als B&Q Centenary Cup ausgetragen wurde, begann am 1. Oktober 1991 und endete im selben Jahr mit dem Finale am 8. Dezember. Am Wettbewerb nahmen die Vereine der Scottish Football League teil, Hamilton Academical konnte den Pokal im Finale gegen Ayr United für sich entscheiden. Für das Team aus Ayr war es bei der zweiten Austragung des Wettbewerbs die zweite Finalniederlage.

## 1. Runde
Ausgetragen wurden die Begegnungen am 1. Oktober 1991.
|                     | Ergebnis        |                    |
| ------------------- | --------------- | ------------------ |
| Berwick Rangers     | 3:2             | East Stirlingshire |
| Brechin City        | 2:4             | Albion Rovers      |
| FC Clydebank        | 4:0             | FC Clyde           |
| FC Cowdenbeath      | 2:3 n. V.       | Partick Thistle    |
| FC Dundee           | 0:2             | Ayr United         |
| Forfar Athletic     | ?:? (?:? i. E.) | FC Stranraer       |
| Hamilton Academical | 5:1             | Alloa Athletic     |
| FC Montrose         | 2:1             | FC Dumbarton       |
| FC Stenhousemuir    | 3:2             | FC Arbroath        |
| FC Livingston       | 1:2             | FC East Fife       |

## 2. Runde
Ausgetragen wurden die Begegnungen am 15. Oktober 1991.
|                    | Ergebnis        |                     |
| ------------------ | --------------- | ------------------- |
| FC Clydebank       | ?:? (?:? i. E.) | Raith Rovers        |
| FC Montrose        | 2:1             | Albion Rovers       |
| Greenock Morton    | 2:1 n. V.       | FC Kilmarnock       |
| Partick Thistle    | 1:2             | Hamilton Academical |
| Queen of the South | ?:? (?:? i. E.) | Stirling Albion     |
| FC Queen’s Park    | 1:2 n. V.       | FC East Fife        |
| FC Stenhousemuir   | 0:2             | Ayr United          |
| FC Stranraer       | 3:1             | Berwick Rangers     |

## Viertelfinale bis Finale
| Viertelfinale 22. Oktober 1991 | Viertelfinale 22. Oktober 1991 | Viertelfinale 22. Oktober 1991 |                     |       | Halbfinale 5. November 1991 | Halbfinale 5. November 1991 | Halbfinale 5. November 1991 |  |  | Finale, 8. Dezember 1991 | Finale, 8. Dezember 1991 | Finale, 8. Dezember 1991 |
|                                |                                |                                |                     |       |                             |                             |                             |  |  |                          |                          |                          |
|                                | Ayr United                     | 2 000                          |                     |       |                             |                             |                             |  |  |                          |                          |                          |
|                                | FC Stranraer                   | 0 000                          |                     |       |                             |                             |                             |  |  |                          |                          |                          |
|                                | FC Stranraer                   | 0 000                          | Ayr United          | 3     |                             |                             |                             |  |  |                          |                          |                          |
|                                |                                |                                | Ayr United          | 3     |                             |                             |                             |  |  |                          |                          |                          |
|                                |                                | Queen of the South             | 2                   |       |                             |                             |                             |  |  |                          |                          |                          |
|                                | FC Montrose                    | Queen of the South             | 2                   | 4 000 |                             |                             |                             |  |  |                          |                          |                          |
|                                |                                |                                |                     | 4 000 |                             |                             |                             |  |  |                          |                          |                          |
|                                | Queen of the South             | 7 n. V.                        |                     |       |                             |                             |                             |  |  |                          |                          |                          |
|                                | Queen of the South             | 7 n. V.                        | Ayr United          | 0     |                             |                             |                             |  |  |                          |                          |                          |
|                                |                                |                                |                     | 0     |                             |                             |                             |  |  |                          |                          |                          |
|                                |                                | Hamilton Academical            | 1                   |       |                             |                             |                             |  |  |                          |                          |                          |
|                                | FC East Fife                   | Hamilton Academical            | 1                   | 2 000 |                             |                             |                             |  |  |                          |                          |                          |
|                                |                                |                                |                     | 2 000 |                             |                             |                             |  |  |                          |                          |                          |
|                                | Hamilton Academical            | 3 000                          |                     |       |                             |                             |                             |  |  |                          |                          |                          |
|                                | Hamilton Academical            | 3 000                          | Hamilton Academical | 2     |                             |                             |                             |  |  |                          |                          |                          |
|                                |                                |                                | Hamilton Academical | 2     |                             |                             |                             |  |  |                          |                          |                          |
|                                |                                | Raith Rovers                   | 1                   |       |                             |                             |                             |  |  |                          |                          |                          |
|                                | Greenock Morton                | Raith Rovers                   | 1                   | 2 000 |                             |                             |                             |  |  |                          |                          |                          |
|                                |                                |                                |                     | 2 000 |                             |                             |                             |  |  |                          |                          |                          |
|                                | Raith Rovers                   | 3 000                          |                     |       |                             |                             |                             |  |  |                          |                          |                          |

## Finale
| Hamilton Academical                       | Hamilton Academical | Ayr United | Ayr United |
| ----------------------------------------- | --- | --- | ---------- |
| Hamilton Academical                       | \| 8. Dezember 1991 in Motherwell (Fir Park) \| \| Ergebnis: 1:0 (0:0) \| \| Zuschauer: 9.663 \| \| Schiedsrichter: Leslie Mottram \| \| Spielbericht \|                            | \| 8. Dezember 1991 in Motherwell (Fir Park) \| \| Ergebnis: 1:0 (0:0) \| \| Zuschauer: 9.663 \| \| Schiedsrichter: Leslie Mottram \| \| Spielbericht \|                                      | Ayr United |
| Hamilton Academical                       | Rab McCulloch – Kevin McKee, Colin Miller, Jim Weir, Paul McKenzie – Andy Millen, Billy Reid, Gary Clark, Paul McDonald – Colin Harris, George McCluskey Cheftrainer: Billy McLaren | David Purdie – David Kennedy, Garry Agnew, Willie Furphy, Nigel Howard – Paul McLean, Lee Gardner (Greg Shaw), Tommy Walker – Tommy Bryce, Ally Graham, Mike Smith Cheftrainer: George Burley | Ayr United |
| Hamilton Academical                       | 1:0 Colin Harris (?.) | | Ayr United |
| 8. Dezember 1991 in Motherwell (Fir Park) | | |            |
| Ergebnis: 1:0 (0:0)                       | | |            |
| Zuschauer: 9.663                          | | |            |
| Schiedsrichter: Leslie Mottram            | | |            |
| Spielbericht                              | | |            |